# Sungai Kasai
Sungai Kasai is een bestuurslaag in het regentschap Pariaman van de provincie West-Sumatra, Indonesië. Sungai Kasai telt 408 inwoners (volkstelling 2010).